# Carcinus
Carcinus — род крабов из семейства Carcinidae. Длина карапакса от 6 (Carcinus maenas) до 6,5 (Carcinus aestuarii) см. Донные субтропические ракообразные. Обитают в восточной Атлантике и Средиземном море. В качестве инвазивных видов встречаются в Тихом океане. Безвредны для человека, являются объектами промысла. Охранный статус видов не оценивался.
Род включает два вида:
- Carcinus aestuarii Nardo, 1847
- Carcinus maenas (Linnaeus, 1758)